# 圓突吻鱈
圓突吻鱈，為輻鰭魚綱鱈形目鼠尾鱈科的其中一種，分布於東太平洋巴拿馬灣至加拉巴哥群島海域，深度1700-3200公尺，體長可達81公分，屬深海底棲性魚類，棲息在底層水域，生活習性不明。

## 扩展阅读
維基物種上的相關：圓突吻鱈